# 密须
密須，古代部落國家，位於今中國甘肅省靈台縣，在商代時為方国之一，姞姓。
密须地处周方之西，具有一定实力与野心，为向外扩张，攻打周的属国阮、共（在今甘肃泾川附近）。在商末帝辛三十二年，周文王以吊民伐罪名义率师出征，密須被周文王所滅。将密须人迁到程邑（今陕西咸阳附近），加强了对密须人的监视与统治。战后周方势力扩大，文王的声威和号召力提高，减少了东进灭商的后顾之忧。其國土被分封給姬姓諸侯，形成西周時的密國。